# 9252 Goddard
A 9252 Goddard (ideiglenes jelöléssel 9058 P-L) a Naprendszer kisbolygóövében található aszteroida. Cornelis Johannes van Houten, Ingrid van Houten-Groeneveld és Tom Gehrels fedezte fel 1960. október 17-én.